# LT vz. 35
LT vz. 35 – czechosłowacki czołg lekki, skonstruowany w 1935 r. przez zakłady Škoda w Pilźnie (oznaczenia fabryczne: Š-IIa, T-11). Po upadku Czechosłowacji w marcu 1939 r. i zajęciu Czech przez III Rzeszę, czołg ten wszedł na uzbrojenie Wehrmachtu, pod oznaczeniem PzKpfw 35(t). Używane były również przez Rumunię, pod oznaczeniem R-2, oraz Bułgarię. Niemcy chętnie go wykorzystywali w pierwszym okresie wojny, gdyż przewyższał ich własne konstrukcje czołgów lekkich zarówno pod względem uzbrojenia, jak i opancerzenia. Od 1941 r. były stopniowo wycofywane ze służby i zastępowane czołgami średnimi. Na bazie podwozi PzKpfw 35(t) budowano również ciągniki artyleryjskie, czołgi dowodzenia, a także działa samobieżne.

## Historia rozwoju

### S-IIa; LT vz. 35; T-11; R-2; PzKpfw 35(t)
W 1934 roku czechosłowackie Ministerstwo Obrony złożyło zamówienie na skonstruowanie lekkiego czołgu kawaleryjskiego (kategorii II-a) uzbrojonego w działo kalibru 37 mm. Swoje prototypy opracowały zakłady Škoda w Pilźnie (oznaczony Š-II-a) oraz Českomoravská Kolben Daněk (ČKD) w Pradze (oznaczony P-II-a). Projekt ČKD wywodził się z konstrukcji nieco lżejszego czołgu P-II (LT vz.34), a projekt Škody był nową konstrukcją, chociaż wykorzystywał rozwiązania ze wcześniejszego prototypu SU (Š-II). Oba prototypy zostały zaprezentowane już latem roku 1935. W czerwcu na poligonie w Milowicach pod Pragą odbyły się testy, w których zwyciężył prototyp Š-II-a Škody i został zaakceptowany na uzbrojenie pod oznaczeniem LT vz. 35 (skrót LT oznaczał lehký tank – czołg lekki). Prototyp ten w maju 1939 otrzymał nowe oznaczenie fabryczne T-11.
30 października 1935 r. Ministerstwo Obrony zamówiło pierwsze 160 czołgów, których produkcję na podstawie porozumienia obu firm rozdzielono pomiędzy zakłady Škoda i ČKD (na licencji Škody). Już w maju i czerwcu 1936 roku Ministerstwo Obrony zamówiło kolejne partie czołgów, zwiększając ich ogólną liczbę do 298, po 149 w obu zakładach. Razem z uzbrojeniem i wyposażeniem kompletny czołg produkcji Škoda kosztował 741 868 koron, a ČKD – 745 068 koron. Pierwsze czołgi przekazano odbiorcy w grudniu 1936, a cała seria 298 sztuk została wyprodukowana do 8 kwietnia 1938 Wyprodukowane czołgi okazały się podatne na usterki i w 1938 roku wdrożono program ich fabrycznej modyfikacji. Po mobilizacji we wrześniu 1938 wojsko zamówiło dalsze 105 czołgów, lecz zamówienie to anulowano po kryzysie monachijskim.
W owym czasie, konstrukcja czołgu LT vz. 35 była dość nowoczesna. Układ jezdny bazował na układzie opracowanym przez Vickersa. Zbudowany był z dwóch par wózków jezdnych, z których każdy składał się z czterech kół z gumowym bieżnikiem o średnicy 350 mm, połączonych parami. Wózki były zawieszone na wahaczach i amortyzowane resorami piórowymi. Koła napędowe o średnicy 575 mm były z tyłu, a napinające o takiej samej średnicy – z przodu. Charakterystyczną cechą czołgów Škody była dodatkowa para kół bieżnych z przodu pod kołem napinającym, nie dotykająca normalnie gruntu, polepszająca prowadzenie gąsienicy i pokonywanie przeszkód. Gąsienice o szerokości 320 mm były podtrzymywane przez cztery pary rolek. Istotnym usprawnieniem było wprowadzenie prowadnic gąsienicy oraz odrzutników błota na kołach napędzających. Wóz był napędzany sześciocylindrowym silnikiem Škoda T-11 o mocy 120 KM i pojemności 8 dm³. Zapewniał on czołgowi o masie 10,5 t rozwinięcie maksymalnej prędkości 34 km/h. Nowatorskim rozwiązaniem było zastosowanie pneumatycznego napędu sprzęgła, hamulców i układu kierowniczego. Pozwalało to na zmniejszenie ciężaru czołgu, pozostawienie większej przestrzeni dla załogi, oraz w znaczący sposób poprawiało komfort pracy kierowcy. Rozwiązanie to jednak zupełnie zawodziło w warunkach frontu wschodniego, gdzie ostra zima często prowadziła do awarii układu pneumatycznego.
Czołg był uzbrojony w działo Škoda A3 vz. 34 kalibru 37 mm (niemieckie oznaczenie – 3,7 cm KwK 34(t) L/40) oraz dwa karabiny maszynowe Zbrojovka – Brno ZB vz. 35 lub ZB vz. 37 kalibru 7,92 mm (niemieckie oznaczenie – MG35(t) i MG37(t)). Jeden z nich umieszczony był w kadłubie, obok wizjera kierowcy, natomiast drugi w wieży, obok działa. Opancerzenie wozu stanowiły nitowane płyty pancerne o grubości 16 mm (z boku i z tyłu) oraz 25 mm (od czoła). Zapas paliwa umożliwiał zasięg 190 km na drodze oraz 120 km w terenie. Załogę stanowiło czterech ludzi: dowódca – celowniczy, ładowniczy, strzelec – radiotelegrafista i kierowca – mechanik.
Przed II wojną światową czołgi Š-IIa eksportowano także do Rumunii, gdzie otrzymały oznaczenie R-2. Umowę na dostawę 126 czołgów podpisano 14 sierpnia 1936, po czym Škoda opracowała zmodyfikowany prototyp Š-IIaR. Pierwszych 15 czołgów, wyprodukowanych dla armii czechosłowackiej, trafiło do Rumunii w kwietniu-maju 1937. Po próbach i zaakceptowaniu prototypu, które się przedłużały z uwagi na zastrzeżenia co do systemu chłodzenia, wozy R-2 serii produkcyjnej zostały dostarczone do Rumunii między lipcem 1938 a lutym 1939 (warto zaznaczyć, że od grudnia 1938 ich transporty szły przez Polskę, z uwagi na napięte stosunki Czechosłowacji z Węgrami, obok terytorium których prowadziła linia kolejowa do Rumunii). Z dostarczonych 126 wozów, 41 wyprodukowały ČKD, a resztę – Škoda. W marcu 1939, po zajęciu Czech przez Niemcy i utworzeniu państwa słowackiego, przejęto 298 czołgów LT vz. 35, z czego 52 trafiły na uzbrojenie słowackiej 3 Dywizji Szybkiej (27 szt. LT vz.34 i 52 szt. LT vz.35). Reszta, w liczbie 219 sztuk, zasiliła Wehrmacht, gdzie służyła pod oznaczeniem PzKpfw 35(t).

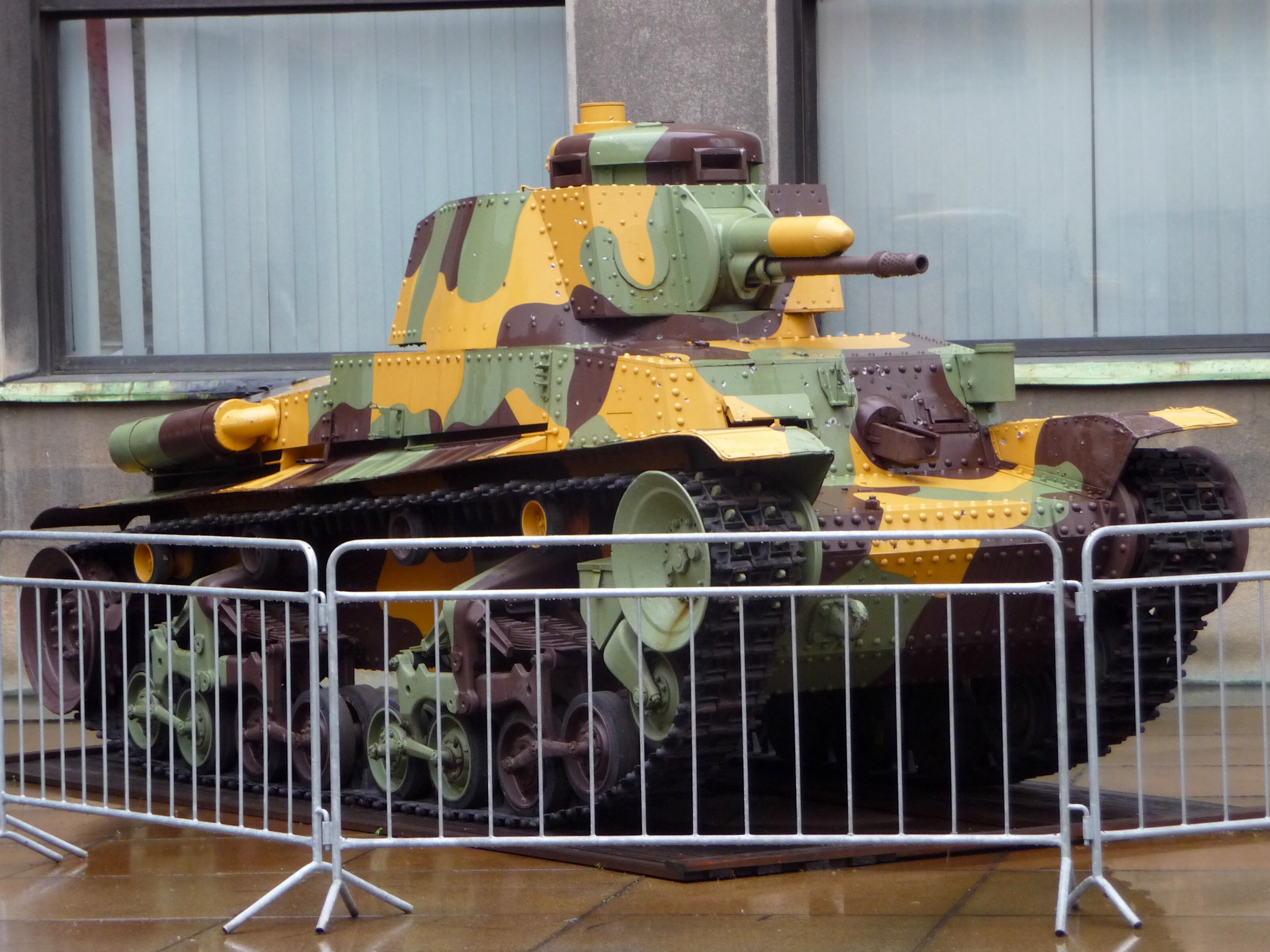
Muzealny LT vz.35 w oryginalnym czechosłowackim kamuflażu

Ogółem w niepodległej Czechosłowacji wyprodukowano 424 wozy rodziny Š-IIa oraz 2 prototypy. W Protektoracie Czech i Moraw Niemcy nie kontynuowali już produkcji tego modelu jako przestarzałego, pomimo że ich zakupem zainteresowana była Bułgaria. Jedynie 10 nowych czołgów, oznaczonych T-11, z nowszym działem 37 mm A8, wyprodukowano w 1940 roku na zamówienie Afganistanu, lecz nie dostarczono ich tam z powodu sytuacji wojennej. Zostały one natomiast skonfiskowane przez Niemców i pomiędzy październikiem 1940 a styczniem 1941 sprzedane do Bułgarii.

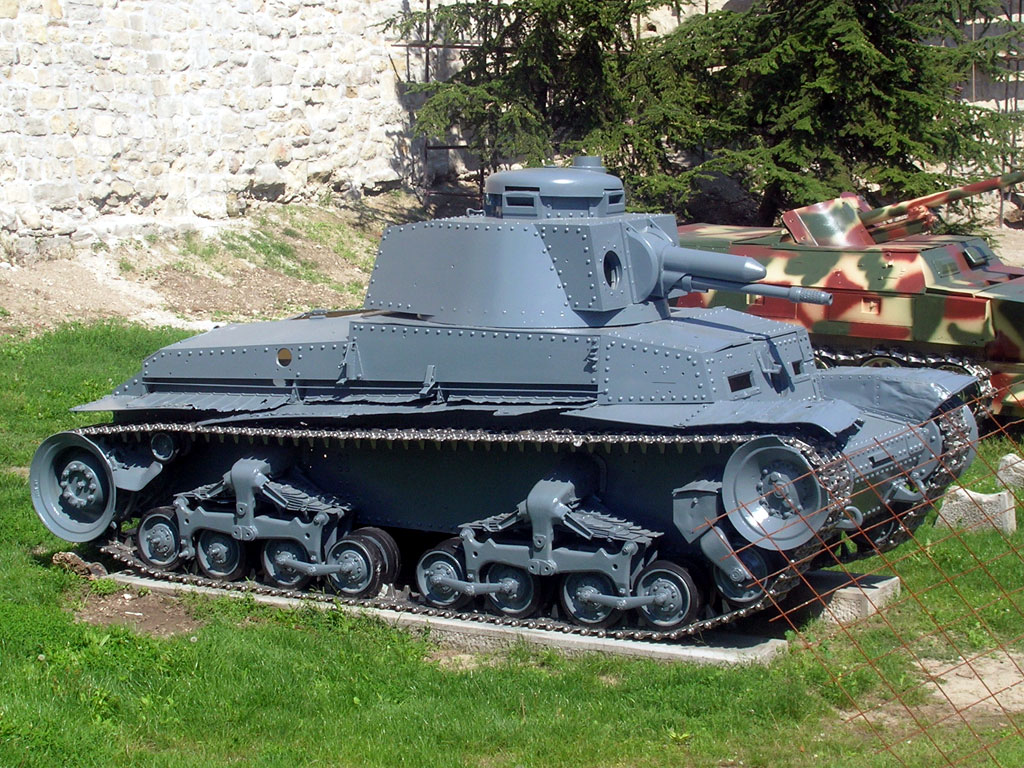
Panzerkampfwagen 35(t) w muzeum w Belgradzie (pozbawiony karabinów maszynowych)

W niemieckiej służbie początkowo czołgi otrzymały oznaczenie PzKpfw L.T.Sk.35 (Sk od Skoda) lub L.T.M.35, zmienione 16 stycznia 1940 na PzKpfw 35(t) (litera „t” oznaczała czeskie pochodzenie – tschechisch). Niemcy zwiększyli załogę z 3 do 4 osób, dodając stanowisko ładowniczego dla zwiększenia szybkostrzelności i odciążenia dowódcy, wyposażyli czołgi w radiostacje FuG 5 (10-watowy nadajnik i odbiornik) i Fug 2 (tylko odbiornik) oraz dokonali modyfikacji mechanicznych. Wadą takiego podziału czynności załogi było jednak to, że nadal dowódca był obciążony celowaniem i strzelaniem z armaty oprócz dowodzenia. 9 czołgów zmodyfikowano do roli czołgów dowodzenia (Panzer Befehlswagen) Sd.Kfz. 267 i 268, wyposażając je w radiostacje FuG 8, FuG 7 i FuG 5.

### S-IIc; T-21; T-22; M40Turan I
W grudniu 1937 r. zakłady Škoda opracowały projekt czołgu średniego, którego konstrukcję oparto na czołgu lekkim LT vz. 35. Rozpoczęto budowę dwóch prototypów, oznaczonych S-IIc, której jednak nie dokończono. Pojazd ważył 16,5 t i był uzbrojony w działo Škoda A9 vz. 38 kalibru 47 mm, oraz dwa karabiny maszynowe kalibru 7,92 mm. Zwiększono także (maksymalnie do 30 mm) opancerzenie. Zastosowano mocniejszy, ośmiocylindrowy silnik o mocy 250 KM i pojemności 13,8 dm³, który umożliwiał rozwinięcie prędkości do 50 km/h. Dopiero w 1940 dokończono budowę prototypów, które oznaczono symbolem T-21. Na ich podstawie skonstruowano czołg T-22, którego dwa egzemplarze przekazano w 1941 Węgrom. W oparciu o nie, Węgrzy rozpoczęli produkcję własnych wozów, oznaczonych M40 Turan I. Posiadały one opancerzenie czołowe zwiększone do 50 mm oraz zamontowane nowe działa Škoda A17 kalibru 40 mm. Masa czołgu wzrosła do 18 t.

## Użycie
Pierwsze czołgi zostały przejęte przez wojsko czechosłowackie 21 grudnia 1936 roku. 197 sztuk otrzymał 1. Pułk Pancerny (PÚV-1) w Milovicach, 49 – PÚV-2 i 52 – PÚV-3. Łącznie z innymi czołgami, miały wejść na uzbrojenie czterech mobilizowanych Dywizji Mobilnych (po 98 czołgów) oraz 34 samodzielnych trzyczołgowych plutonów. Na skutek skierowania do produkcji bez dopracowania konstrukcji, wad materiałów oraz niestarannej produkcji, wyprodukowane czołgi okazały się awaryjne. Dopiero w maju 1938 opracowano kompleksowy program usuwania dostrzeżonych usterek przez producentów. Wymieniano też przy tym karabiny maszynowe ZB vz.35 na ZB vz.37. W efekcie, podczas kryzysu w stosunkach z Niemcami w maju 1938, jedynie część czołgów nadawała się do walki.
Po zajęciu Czech w marcu 1939 r., Niemcy przejęli 298 czołgów LT vz. 35, z czego 52 sztuk zostało przekazanych armii słowackiej. Około 244 zostało włączone do niemieckich wojsk pancernych, jednakże we wrześniu 1939 na stanie było ich tylko 202. Weszły początkowo na uzbrojenie pododdziałów 1 Dywizji Lekkiej: 11. Pułku Pancernego (117 sztuk) i 65. Batalionu Pancernego (57 sztuk). Dywizja ta we wrześniu 1939 r. wzięła udział w ataku na Polskę. Mimo swej nazwy, przedstawiała ona większą wartość bojową, niż ówczesne dywizje pancerne, gdyż czołgi L.T.M.35 przewyższały niemieckie wozy PzKpfw I i PzKpfw II, zarówno pod względem opancerzenia, jak i uzbrojenia, i weszły na etaty przewidziane dla niemieckich czołgów średnich PzKpfw III. Jednak nawet one okazały się nieodporne na ostrzał polskiej broni przeciwpancernej, zwłaszcza armat kalibru 37 mm. Stosunkowo niewiele czołgów tego typu utracono, natomiast okazały się one podczas kampanii dość awaryjne. Po kampanii wrześniowej 1.DLek raportowała 77 czołgów L.T.M.35 utraconych (wraz z wozami dowodzenia) i 52 uszkodzone lub zepsute, lecz ostatecznie po naprawach straty bezpowrotne ograniczyły się do 7 czołgów i w lutym 1940 roku posiadano 195 czołgów na stanie.

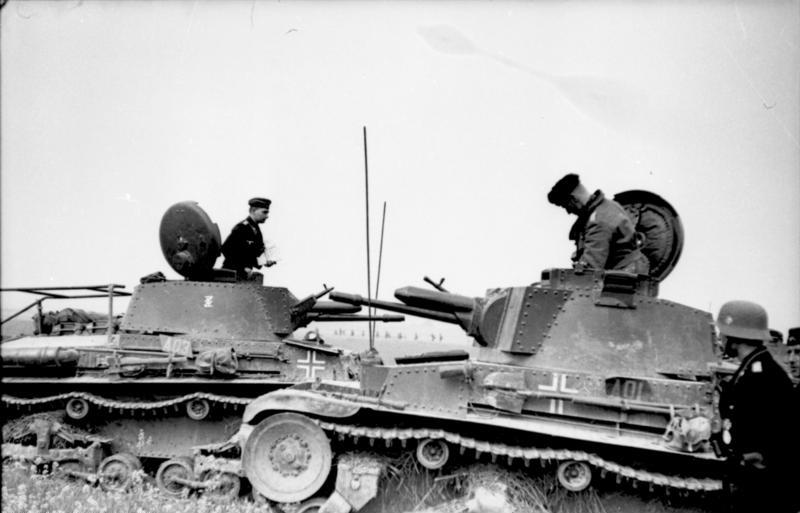
PzKpfw 35(t), Francja 1940

W październiku 1939 r. 1. Dywizja Lekka została przekształcona w 6 Dywizję Pancerną. W przeddzień ataku na Francję dysponowała ona 118 czołgami PzKpfw 35(t) oraz 10 wozami dowodzenia na podwoziu PzKpfw 35(t). Okazało się, że nie są one w stanie nawiązać równorzędnej walki z dobrze opancerzonymi czołgami francuskimi. Stracono bezpowrotnie 11 maszyn, a 62 zostały uszkodzone. Po analizie walk na froncie zachodnim uznano PzKpfw 35(t) za przestarzały i nieprzydatny do zadań bojowych. Podjęto wprawdzie próby podniesienia jego walorów bojowych (prototypy T-21 i T-22), jednakże wyższy priorytet miały prace nad unowocześnieniem modelu PzKpfw 38(t) i pomysły uczynienia z LT vz. 35 czołgu średniego wkrótce zarzucono. Ze względu na powolną produkcję czołgów średnich PzKpfw III i PzKpfw IV, wozy czechosłowackie nadal pozostawały w jednostkach liniowych. W ramach 6. Dywizji Pancernej, wzięły one udział w operacji plan Barbarossa i walczyły na froncie wschodnim aż do końca 1941. Wtedy też okazało się, że zastosowany w nich układ pneumatyczny, całkowicie zawodzi w warunkach rosyjskiej zimy. Dlatego też, pomimo ciągłego niedoboru sprzętu pancernego, zdecydowano się na całkowite wycofanie czołgów PzKpfw 35(t) z frontu. Pozostałe 187 egzemplarzy przekazano policji lub jednostkom zwalczającym partyzantkę. Część z nich przerobiono na ciągniki artyleryjskie, a wymontowanych wież użyto jako baterii artyleryjskich na wybrzeżu Danii i Korsyki.

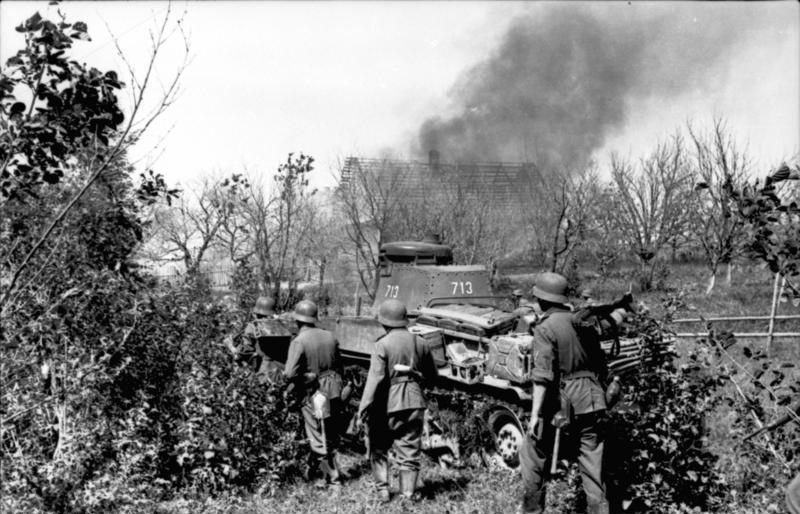
PzKpfw 35(t) w ZSRR, w tle płonąca wieś, lipiec 1941

W okresie 1936–1939 126 czołgów LT vz. 35 zostało wyeksportowanych do Rumunii, gdzie otrzymały oznaczenie R-2 i wzięły udział w walkach ze Związkiem Radzieckim. W 1939 Niemcy przekazali 52 sztuki armii słowackiej. Część z nich wzięła później udział w Powstaniu Słowackim. 36 czołgów trafiło także do Bułgarii. Czołgi otrzymały oznaczenie bułgarskie – Škoda T-11. Pierwsze 26 czołgów wybudowanych przez zakłady ČKD zostało dostarczonych do Bułgarii w lutym 1940. Były to czołgi uzbrojone w działo 37 mm Škoda A-3 (3,7 cm KwK 35(t) L/40). Były to czołgi przejęte przez Niemców po aneksji Czechosłowacji i wcielone do 11. Panzer Regiment. Czołgi były prezentowane delegacji bułgarskiej we wrześniu 1939, a następnie poddane generalnemu remontowi. We wrześniu Bułgarzy otrzymali kolejnych 10 czołgów. Były to czołgi zamówione przez Afganistan i przejęte przez Niemców. Ich uzbrojenie stanowiło ulepszone działo 37 mm Škoda A-7 (3,7 cm KwK 38(t) L/42). Z czołgów utworzono 3. i 4. kompanię pancerną, które od stycznia 1941 weszły w skład Batalionu Pancernego (Drużina Bojni Koli). Po reorganizacji w czerwcu 1941 r. czołgi weszły na uzbrojenie Pułku Pancernego stacjonującego w Sofii, który był rozwinięciem wcześniej istniejącego batalionu, a w październiku 1943. weszły na uzbrojenie Brygady Pancernej. 13 czołgów PzKpfw 35(t) skreślono ze stanu w marcu 1945 na skutek strat i zużycia.

## Dane techniczne
| Element       | Przód          | Bok            | Tył            | Góra           |
| ------------- | -------------- | -------------- | -------------- | -------------- |
| wieża         | 25/10          | 15/14          | 15/15          | 8/81           |
| górny kadłub  | 25/17          | 16/0           | 15/60          | 8/85           |
| dolny kadłub  | 25/30          | 16/0           | 16/0           | 8/90           |
| osłona działa | 25/profilowana | 25/profilowana | 25/profilowana | 25/profilowana |

| Odległość (m)                                                                    | 100 | 500 | 1000 | 1500 | 2000 |
| -------------------------------------------------------------------------------- | --- | --- | ---- | ---- | ---- |
| Panzergranate 37(t)                                                              | 35  | 30  | 23   | 21   | 0    |
| Panzergranate 40                                                                 | 60  | 39  | 0    | 0    | 0    |
| Pzgr 37(t) – pocisk przeciwpancerny (APCBC) Pzgr 40 – pocisk podkalibrowy (APCR) |     |     |      |      |      |

## Inne pojazdy na podwoziu PzKpfw 35(t)
Jeszcze przed Kampanią Wrześniową 8 czołgów PzKpfw 35(t) zostało przebudowanych na wozy dowodzenia (Panzerbefehlswagen 35(t)). Miały one zamontowaną antenę ramową na pokrywie silnika, za wieżą. W toku wojny przebudowano jeszcze kilka dalszych egzemplarzy (w sumie ok. 20). Już po wycofaniu PzKpfw 35(t) z jednostek frontowych, w latach 1942–1943, 49 podwozi zaadaptowano na ciągniki ciężkich dział artyleryjskich (Gepanzerte Mörserzugmittel 35(t)). Ostatnie 36 podwozi przebudowano w 1944 r. na ciągniki Gepanzerte Zugkraftwagen 35(t). Na początku roku 1940, zbudowano również dwa prototypy niszczyciela czołgów Panzerjäger 35(t), poprzez zamontowanie na podwoziu czołgowym działa przeciwpancernego 4,7 cm PaK 36(t) L/43 (Škoda A6 vz. 36). Nie rozwijano jednak dalej tego projektu.
W 1943 r. Rumuni zaczęli montować na podwoziach czołgów R-2 zdobyczne przeciwpancerne działa sowieckie ZIS-3 (7,62 cm PaK L/42). Obrotową wieżę zastępowano specjalną nadbudówką z blachy pancernej. W ten sposób zbudowano 21 niszczycieli czołgów TACAM R-2. Również Węgrzy przebudowywali swoje czołgi 40M Turan I, zbudowane na licencji Škody, na działa samobieżne. Montowali oni na podwoziach, w opancerzonej, niskiej nadbudówce, haubice kalibru 105 mm. Tak powstały działa pancerne 43M Zrinyi II.